# Кордулегастерові
Кордулегастерові (Cordulegastridae) — родина бабок з групи різнокрилих (Anisoptera). 

## Поширення
Родина поширена по всьому світу. В Україні трапляється 3 види:
- Кордулегастер кільчастий (Cordulegaster boltonii)
- Кордулегастер двозубчастий (Cordulegaster bidentata)
- Кордулегастер балканський (Cordulegaster heros)

## Опис
Великі бабки. Тіло чорне або коричневе з жовтими позначками. Крила вузькі, без візерунків. Очі зелені або синюшні, стикаються тільки в одній точці.

## Роди
Родина включає 5 родів:
- Anotogaster Selys, 1854
- Cordulegaster Leach, 1815
- Chlorogomphus Selys, 1854
- Neallogaster Cowley, 1934
- Sonjagaster Lohmann, 1992